# Nyctixalus
Genre
Synonymes
- Hazelia Taylor, 1920 nec Walcott, 1920
- Edwardtayloria Marx, 1975

Nyctixalus est un genre d'amphibiens de la famille des Rhacophoridae.

## Répartition
Les trois espèces de ce genre se rencontrent en Asie du Sud-Est.

## Liste d'espèces
Selon Amphibian Species of the World (24 avril 2013) :
- Nyctixalus margaritifer Boulenger, 1882
- Nyctixalus pictus (Peters, 1871)
- Nyctixalus spinosus (Taylor, 1920)

## Publication originale
- Boulenger, 1882 : Description of a new genus and species of frogs of the family Ranidae. Annals and Magazine of Natural History, ser. 5, vol. 10, p. 35 (texte intégral).